# Orden gigante

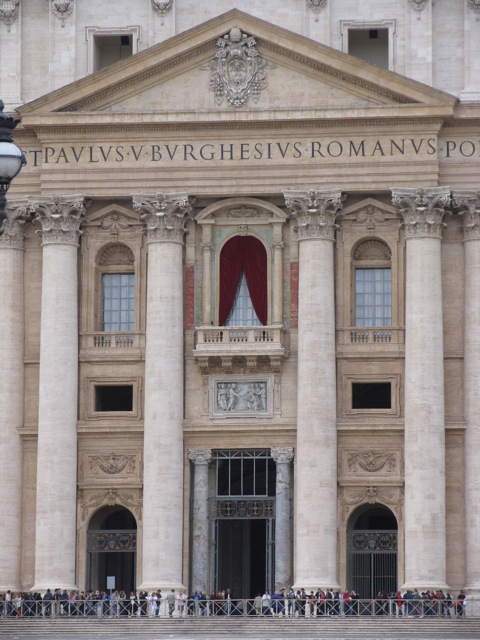
Orden colosal en la fachada de la basílica de San Pedro, Roma.

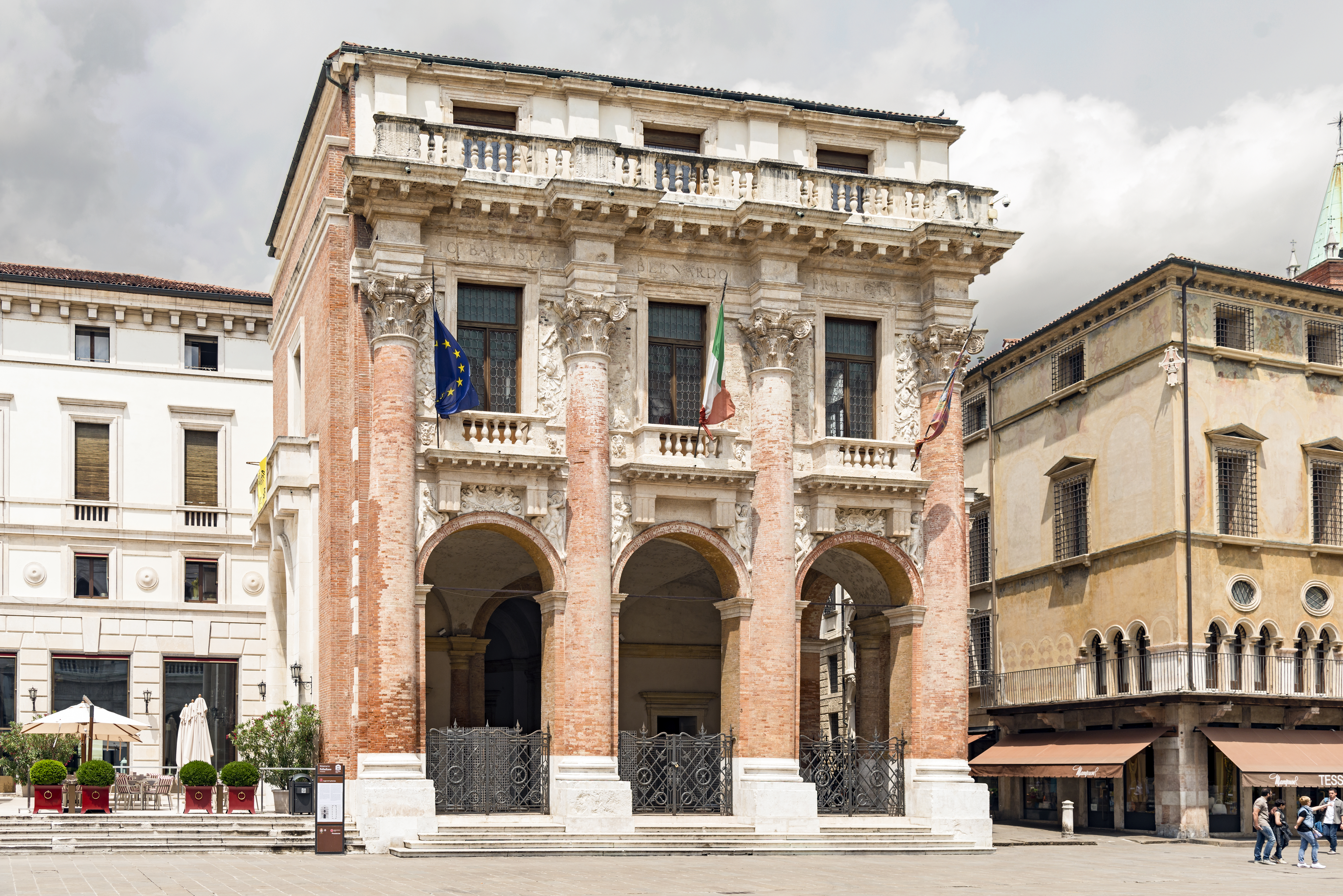
Loggia del Capitanio, Vicenza – Andrea Palladio

El orden gigante u orden colosal es un orden arquitectónico que se extiende en varios niveles de altura o plantas, y en el que las columnas o pilastras atraviesan al menos dos plantas. Al mismo tiempo, órdenes más pequeños pueden desarrollarse en arcadas o marcos de ventanas y puertas dentro de los pisos que son abrazados por el orden gigante.

## Historia
Aunque en tiempos antiguos algunos edificios se acercaban al orden gigante por sus dimensiones, las columnas solamente se disponían en una planta. Esta disposición aparece tímidamente en el curso del siglo XV, y se desarrolló con la llegada del renacimiento. El primer ejemplo de orden colosal fue ideado por Filippo Brunelleschi hacia 1440 para la fachada del Partido de los Guelfos, en Florencia, y quedó sin terminar. Un primer ejemplo de este estilo aparece desde 1472 con la basílica de San Andrés de Mantua, diseñada por  Alberti. De los diseños de Rafael para su propio palacio en Roma sobre una isla parece que todas las fachadas tendrían un orden gigante de pilastras que se levantarian por lo menos dos plantas hasta la altura completa del piano nobile, «un rasgo grandilocuente sin precedente en el diseño del palacio privado». Parece haberlo hecho en los dos años anteriores a su muerte en 1520, lo que dejó en proyecto el edificio. Fue desarrollado por Miguel Ángel en el palacio de los Conservadores de la colina Capitolina en Roma (1564-1568), donde combinó pilastras gigantes de orden corintio con pequeñas columnas jónicas que enmarcaban las ventanas del piso superior y flanqueaban las aberturas de la logia de abajo.
Sin embargo fue en Francia con la aparición del Grand style, el estilo oficial de los edificios reales de Luis XIV, cuando recibió su consagración. La fachada oriental del Louvre caracterizada también por otros elementos estilísticos tales como sus tres plantas, sus tres cuerpos salientes inspirados en Pierre Lescot (1515-1578) y su cubierta plana se convierte en un ejemplo ilustre retomado a partir de entonces en la construcción de muchos otros palacios. En Francia, el famoso arquitecto renacentista Jean Bullant contribuirá mucho al desarrollo de esta forma.
El orden gigante se convirtió en una característica importante de la arquitectura manierista del siglo XVI y de la arquitectura barroca. Su uso por  Andrea Palladio justificó su uso en el siglo XVII en el movimiento conocido como arquitectura neopalladiana. Siguió siendo utilizado en la arquitectura Beaux-Arts de 1880-1920, como, por ejemplo, en la Oficina Postal James Farley de Nueva York , que reclama tener la  columnata corintia de orden gigante más grande del mundo.

## Ejemplos
- Plaza del Campidoglio de Roma, de Miguel Ángel.
- Los ábsides de la basílica de San Pedro de Miguel Ángel.
- Villa Farnesio en Caprarola, de Vignola (ca. 1560)
- Palacio Valmarana de Andrea Palladio en Vicenza (1556).
- Ala sur del Château d'Écouen de Jean Bullant (ca.1540).

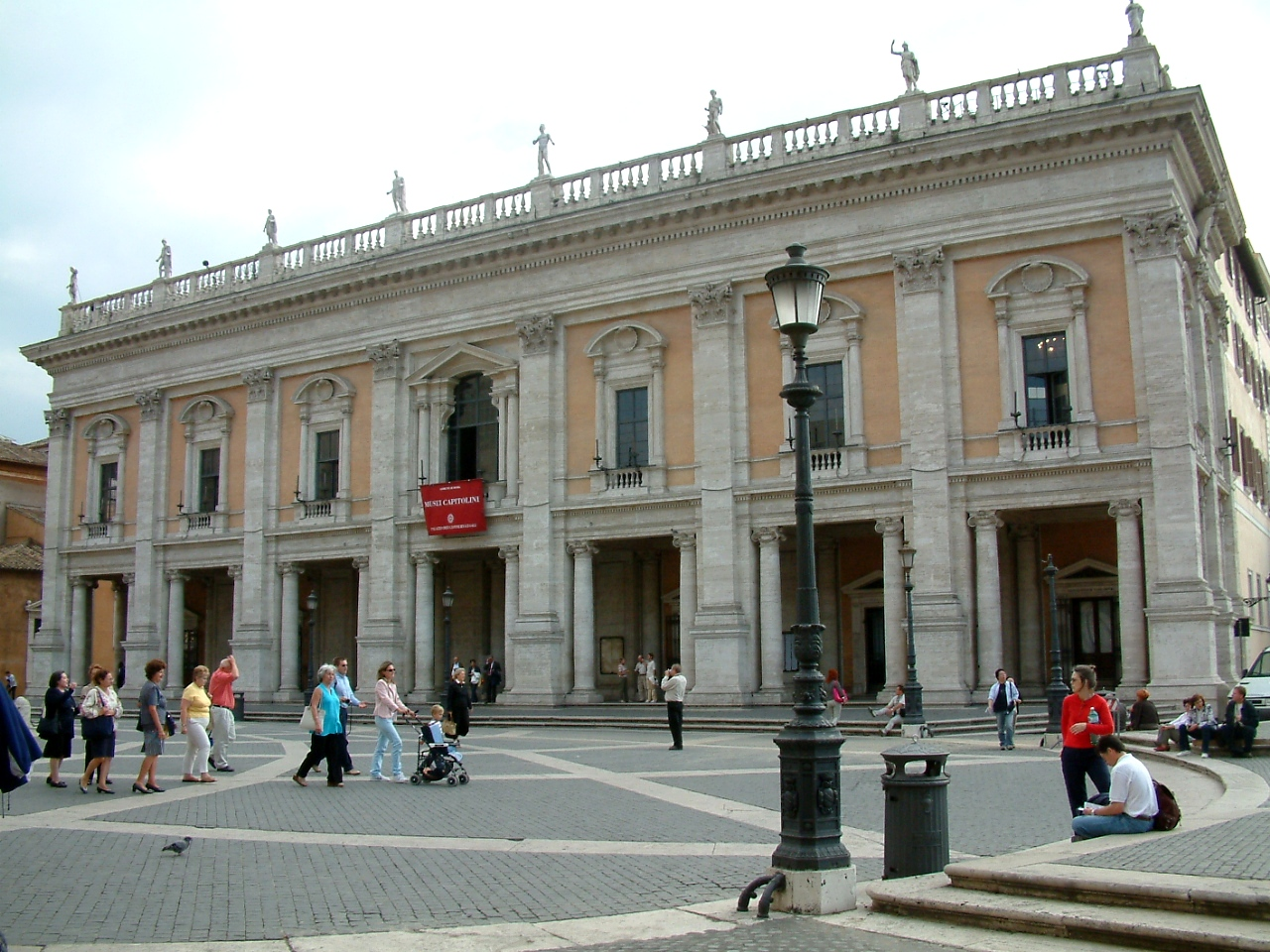
Fachada del Palacio de los Conservadores, Roma
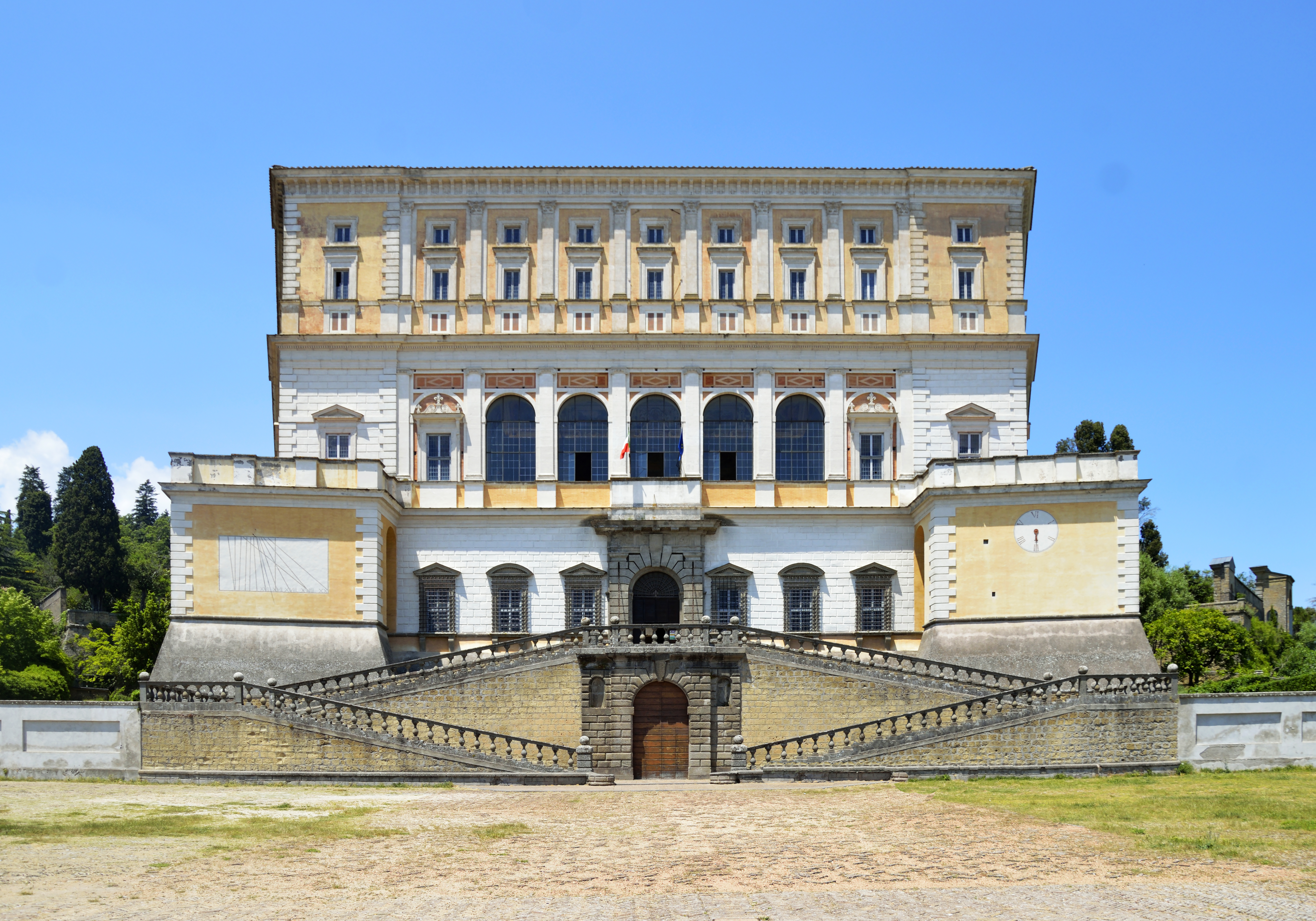
El orden gigante en las dos últimas plantas de la villa Farnesio en Caprarola, de Vignola (ca. 1560)
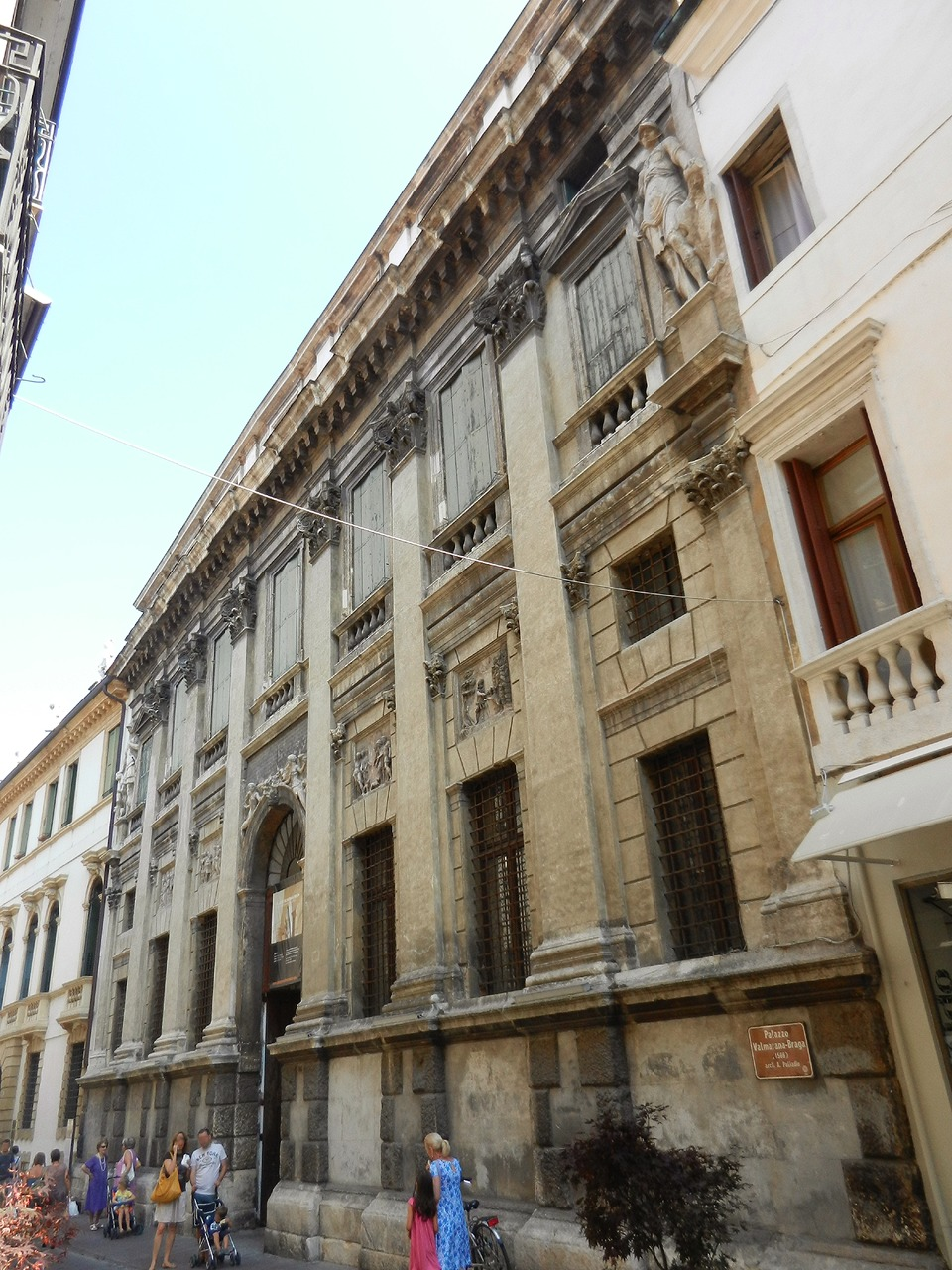
El orden gigante de tres plantas en el palacio Valmarana de Palladio en Vicenza (1556).
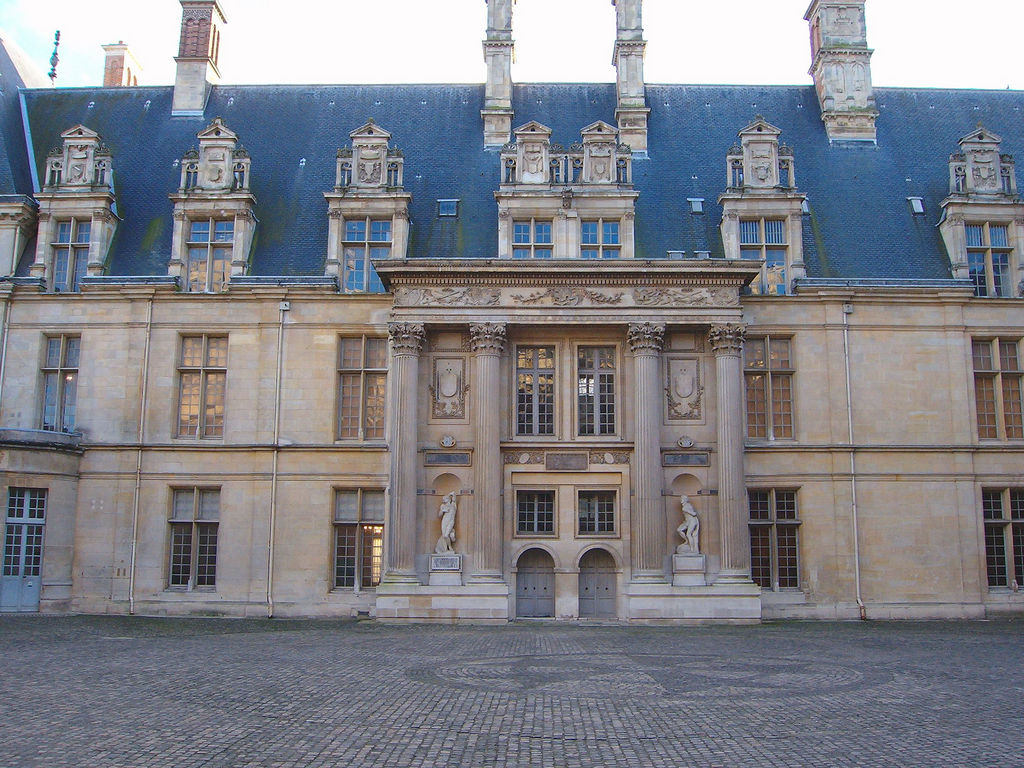
Château d'Écouen de Jean Bullant (1538-1555), fachada interior del ala sur

## Galería de imágenes

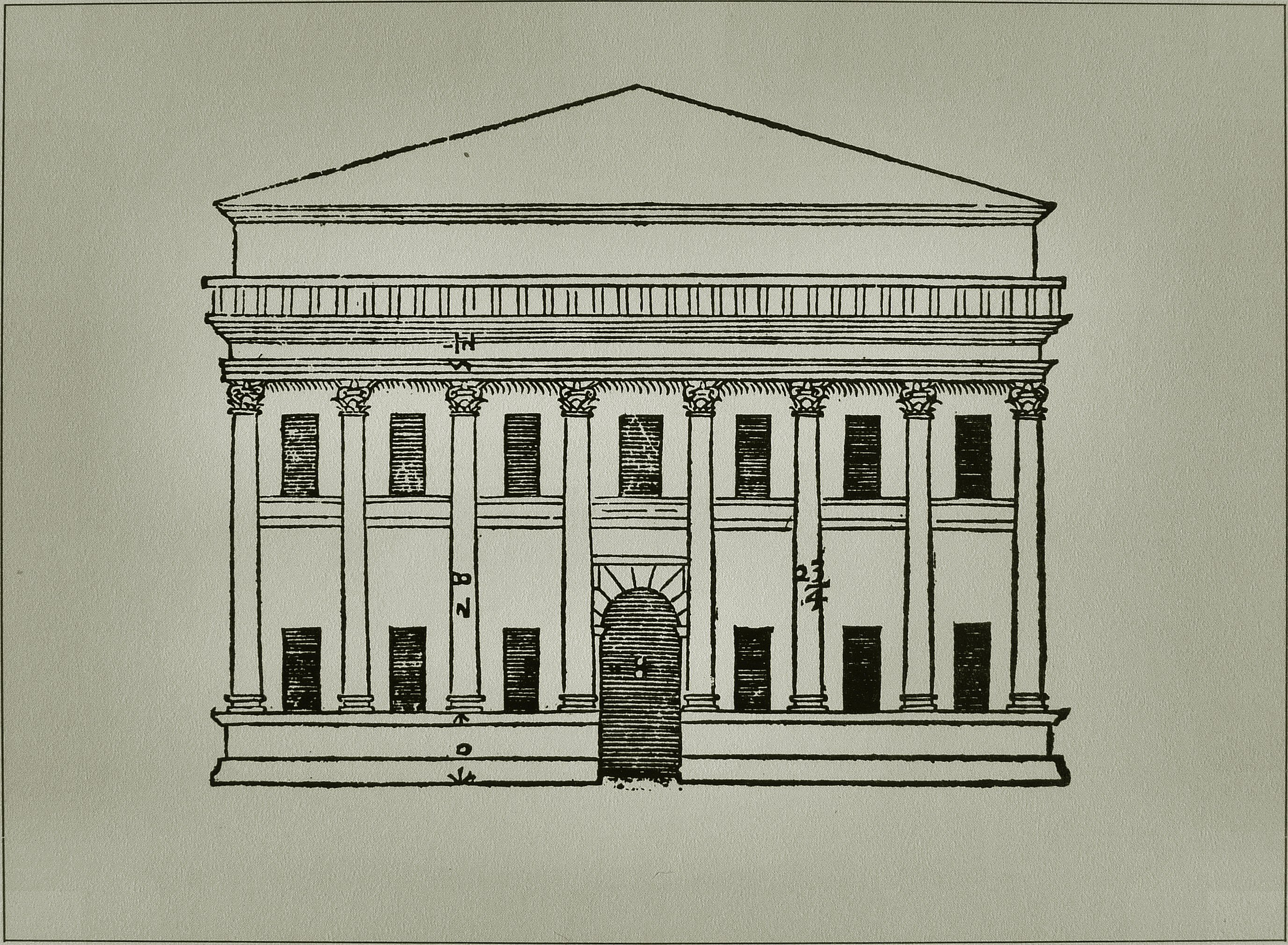
Fachada del Palazzo Barbaran da Porto con orden gigante, de I Quattro Libri dell'Architettura (1570)
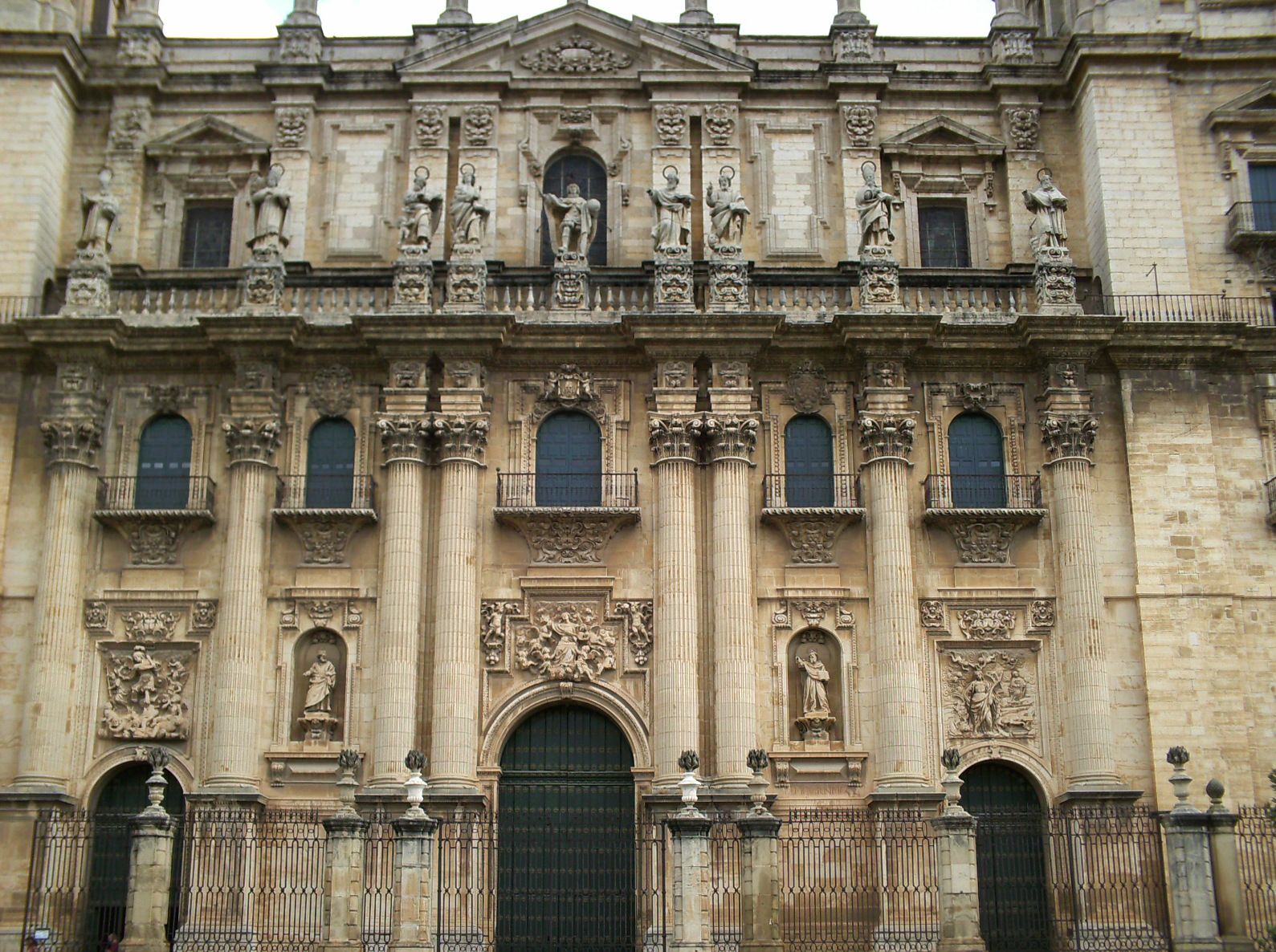
Catedral de Jaén, Jaén.
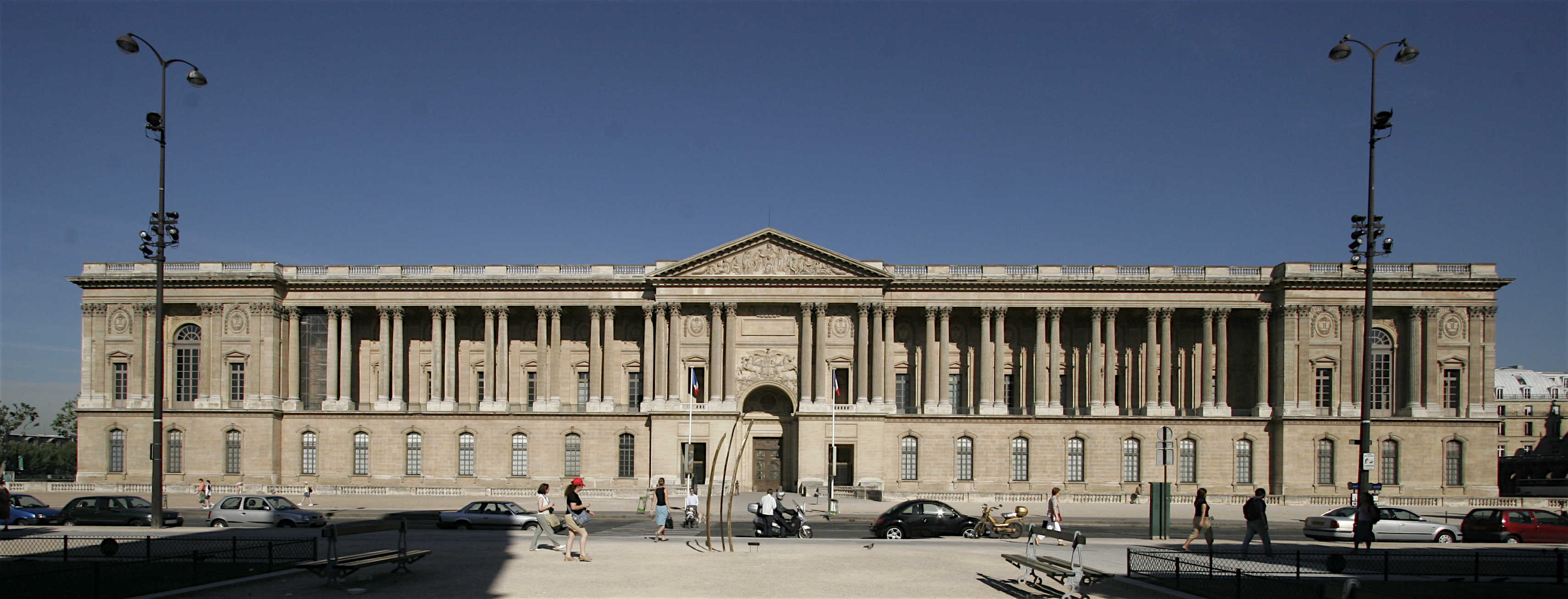
Louvre, fachada oriental, París.
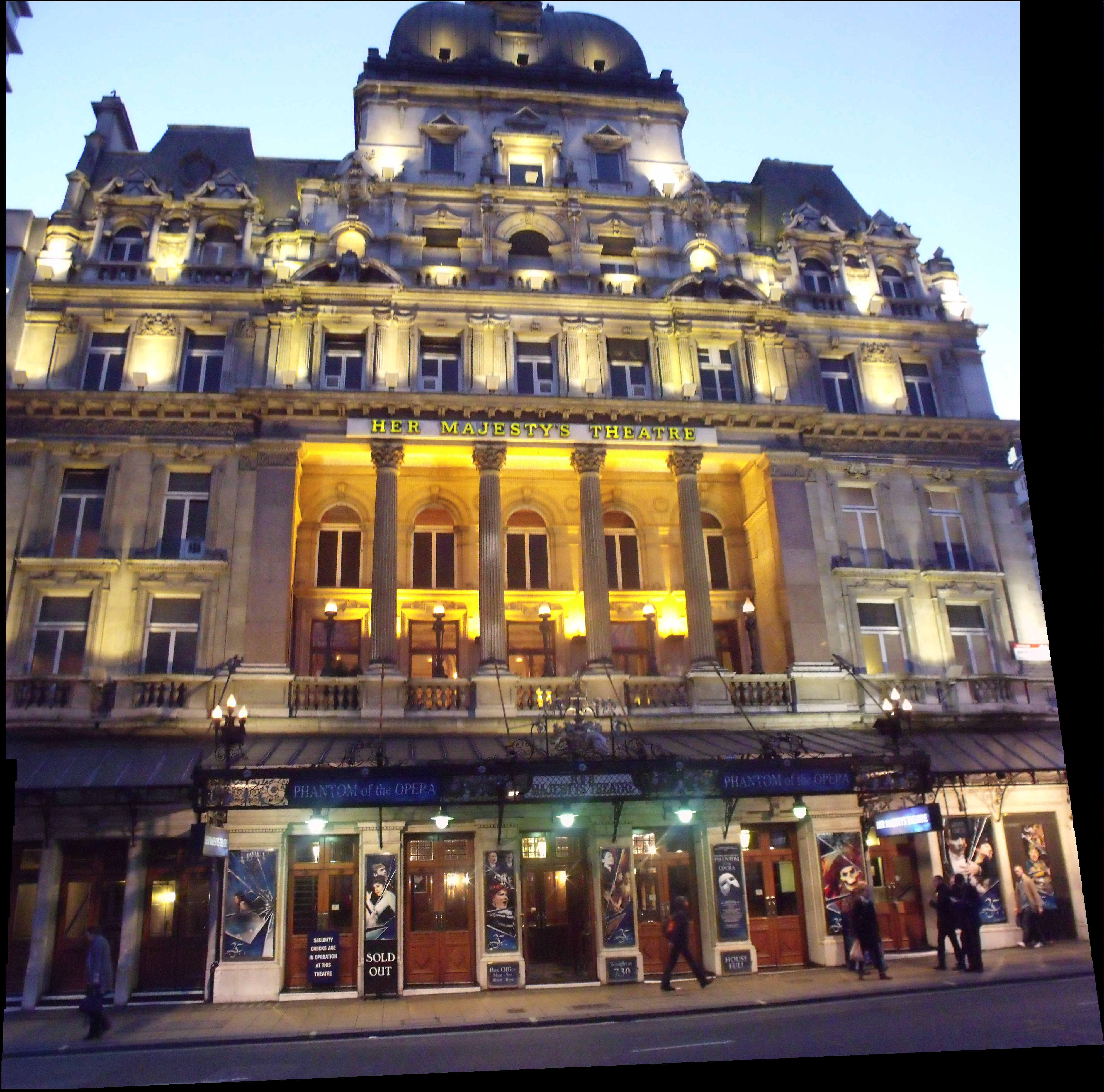
Her Majesty's Theatre in Haymarket, Londres